# Maciej Menius
Maciej Menius (także: Meinius, Meyne, ur. w 1544 w Gdańsku, zm. 3 czerwca 1601 w Królewcu) – polsko-niemiecki uczony: matematyk, astronom, kalendariograf, bibliotekarz i mierniczy.

## Życiorys
Syn Jerzego i Agnieszki, urodził się w kupieckiej rodzinie luterańskiej. 20 października 1558 zapisał się na Uniwersytet w Wittenberdze. Był uczniem F. Melanchtona i V. Winshemiusa, bliskich współpracowników Lutra. Studiował na koszt gdańskiej Rady Miejskiej.
We wrześniu 1570 otrzymał tytuł magistra filozofii. Od 1569 bezskutecznie prosił gdańską Radę Miejską o przyznanie mu stanowiska profesora lub o środki na dalszą naukę. W 1571 lub 1572 zamieszkał w Zgorzelcu (Görlitz), gdzie ożenił się z Klarą Weidener, córką burmistrza. Daniel Hermann napisał wiersz z okazji ich ślubu.
W Zgorzelcu Menius wydawał kalendarze własnym nakładem. Pierwszy kalendarz na 1572 przesłał Radzie Miejskiej Gdańska. Później nakładem własnym wydał znakomity podręcznik gnomoniki Bartłomieja Scultetusa pt. Gnomonice de solariis (Zgorzelec 1572). W 1572 obserwował nową gwiazdę, której poświęcił okolicznościową rozprawę, znaną tylko z późniejszych wzmianek. Nie zachowała się również praca Meniusa o Księżycu z 1576.
W 1575 mianowany został profesorem matematyki w Gimnazjum Gdańskim. Zajmował się również obserwacjami astronomicznymi. W wydanym w 1578 w oficynie Jakuba Rhodego pisemku pt. Von alter geschlecht der Cometen [...] der uns zu Dantzigk den 12 Novembris 1577 jahr erscheinen ist... opisał bieg komety z 1577. W przedmowie do Rady Miejskiej Menius wspomniał Kopernika jako jednego z najwybitniejszych astronomów.
W Gdańsku wydawał kalendarze i prognostyki. M.in. w prognostyku na 1577 opisał zaćmienie Słońca z 2 kwietnia, a w prognostyku na 1578 zaćmienie z 26 września. Niestety, żaden z gdańskich kalendarzy i prognostyków Meniusa nie zachował się. W 1579 został powołany na stanowisko profesora matematyki w Uniwersytecie Albrechta w Królewcu. 2 grudnia 1579 wpisał się do metryki tej uczelni.
Od 1586 Menius był oficjalnym wydawcą kalendarzy w Królewcu, które wydawał w tym mieście od 1581. Kalendarz Meniusa na 1581 ukazał się w Szczecinie (w języku niemieckim) oraz w Lipsku (po łacinie) nakładem księgarzy gdańskich. Oba zadedykowane zostały Jerzemu Fryderykowi.
Menius jako jeden z pierwszych w kręgu protestanckim w Polsce przyjął kalendarz gregoriański. Swe kalendarze i prognostyki przesyłał Radzie Miasta Gdańska, z którą utrzymywał ścisłe związki. W 1586 Rada Miasta Gdańska poprosiła Królewiec o urlop dla Meniusa, aby mógł on brać udział w pracach mierniczych.
Od 1586 Menius pełnił również funkcje bibliotekarza biblioteki książęcej. Menius znany był jako zwolennik Kopernika, którego naukę wprowadził do swych wykładów w 1595. W Królewcu przeprowadzał liczne obserwacje astronomiczne. W 1581 wydał rozprawę o komecie pt. Grundliche observationes astronomi ae, d. i. Absehung oder Abmessung des einzigen Cometen, a w 1584 pracę pt. Theoremata de circulis sphaerae materialis.
Menius utrzymywał kontakty z wieloma wybitnymi astronomami, jak Wilhelm Heski, Hieronim Stadius, Cyprian Leovitus, Tycho de Brahe, Bartłomiej Scultetus, Jan Praetorius.
25 maja 1584 we Fromborku wraz z Eliaszem Cimberem, uczniem Brahego, brał udział w obserwacjach astronomicznych mających na celu obliczenie szerokości geograficznej tego miasta. Jerzy Fryderyk za pośrednictwem Meniusa zaprosił Cimbera do Królewca. W dniach od 7 do 28 czerwca 1584 Menius i Cimber przeprowadzali obserwacje w ogrodzie książęcym w Królewcu, ustalając szerokość geograficzną Królewca na 54 st. 44'. 1 maja 1591 Menius wygłosił dysputę pt. De rotundite terrae et aquae.
Pełnił trzykrotnie funkcję rektora (w 1587, 1593, 1599) i siedmiokrotnie funkcję dziekana na królewieckim uniwersytecie. Z Klarą Weidener (zm. 1590) miał dziesięcioro dzieci. W 1591 ożenił się z Zofią Moller, z którą miał czworo dzieci.